# 拈花寺
39°56′49″N 116°23′13″E / 39.9469315°N 116.3869738°E
拈花寺，位于北京市西城区大石桥胡同61号，是一座汉传佛教寺院。

## 历史
明朝万历九年（1581年），司礼监太监冯保奉孝定皇太后之命创建该寺，因在寺内千佛阁供奉铜制“毗庐世尊莲花宝千佛”，在佛座周围有千佛旋绕的千朵莲花，故定名“护国报恩千佛寺”。清朝雍正十二年（1734年）敕令重修，取世尊拈花示众之意，赐名“拈花寺”。至清朝末年，拈花寺仍为北京名刹，为“内八刹”之一。
1920年，在此开设佛学研究所。1926年，在内律堂开办拈花寺小学。拈花寺还经营停灵暂厝、承办丧事等业务。1939年，吴佩孚死后停灵於此。
1949年，中国人民大学的前身华北大学随中央机关进驻北平，不久便改为中国人民大学，拈花寺被中央人民政府及北京市人民政府划拨给该大学。中国人民大学附属中学的前身曾在此办学。1953年起，拈花寺转为中国人民大学印刷厂作为厂房使用。文化大革命期间，中国人民大学停办，中国人民大学印刷厂移交北京市有关部门管理，拈花寺大殿被拆除以建设厂房。文化大革命结束后，中国人民大学复校，拈花寺产权重归中国人民大学。1984年，为落实国家的宗教政策，中国人民大学同意将拈花寺产权移交给北京市佛教协会，北京市佛教协会也同意中国人民大学出版社印刷厂继续租用拈花寺。
2003年，拈花寺被列为第七批北京市文物保护单位。北京市文物局多次召开了协调会研究搬迁问题，但因中国人民大学方面提出高额补偿费而无法进行。2013年6月，北京市按照有关政策落实了5000万元腾退补偿资金。2013年8月，北京市宗教局、北京市佛教协会、中国人民大学、中国人民大学出版社印刷厂四方签订《拈花寺腾退移交协议书》。

## 建筑
拈花寺坐北朝南，建筑面积6432平方米，房屋184间，分为中路、东路、西路。
中路建筑依次为一字影壁、山门、八字墙、钟鼓楼，天王殿、大雄宝殿、伽蓝殿、藏经楼。影壁为石砌，长24.5米，厚1米；山门面阔三间，歇山顶筒瓦屋面，檐下有斗拱，石卷门额上书“敕建拈花寺”；八字影壁在山门两侧；山门内左右有钟楼、鼓楼；天王殿亦面阔三间；大雄宝殿面阔五间，今已拆除；宝殿前有月台，台下立万历九年“《新建护国报恩千佛寺碑记》碑”、“《新建护国报恩千佛寺宝像记》碑”以及雍正十二年之“御制拈花寺碑”，现移至北京石刻艺术博物馆；东西配殿尚存五间；伽蓝殿五间，东西庑房共十六间。藏经楼五间，两侧为过垄脊灰筒瓦短廊，东西配楼各三间。
东路建筑有六层殿：一层殿三间，二层殿五间，三层殿九间，坎墙内镶石刻；四层殿五间；五层殿五间，两侧有厢房；六层殿五间，两侧厢房各五间，东厢房两次间的后山墙上镶有石刻。
西路建筑有四层殿：一层殿三间，有垂花门一座；二层殿五间，三层殿五间，四层祖堂十七间，为“凹”型建筑，堂前原有四角攒尖方亭名“素心亭”，现已拆除。
寺内铜佛像部分移至白塔寺，部分移至法源寺。